# 13769-es elnöki rendelet

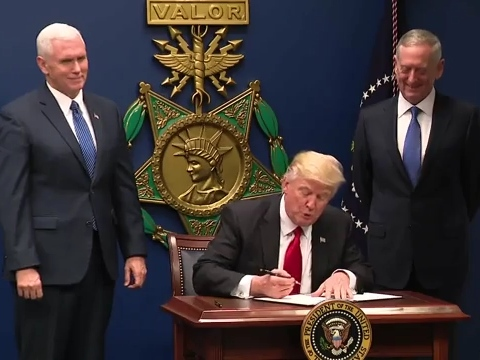
Donald Trump aláírja a 13769-es elnöki rendeletet 2017. január 27-én Mike Pence alelnök (balra) és James Mattis védelmi miniszter (jobbra) jelenlétében

A 13769-es elnöki rendelet (angolul Protecting the Nation from Foreign Terrorist Entry into the United States) Donald Trump 2017. január 27-én aláírt elnöki rendelete, ami az aláírása pillanatától érvénybe lépett. A rendelet hét országból megtiltotta a beutazást az Amerikai Egyesült Államok területére. Az elnöki rendeletet 2017. február 3-án James Robart felfüggesztette. Az elnöki rendelet heves reakciókat és tüntetéseket váltott ki az emberekből.

„Nem tudom elhinni, hogy egy bíró az országunkat ilyen veszélybe sodorja. Ha történik valami, akkor őt és a bírósági rendszert okolhatjuk. Áradnak be az emberek. Ez rossz!”

– Donald Trump

## Érintett országok

A hét érintett ország térképen

- Irak
- Irán
- Jemen
- Líbia
- Szomália
- Szíria
- Szudán

## Gazdasági hatás
A Google belső utasításban azonnal visszarendelte a kitiltott országokban tartózkodó munkavállalóit az Amerikai Egyesült Államok területére.